# جاشوا باوتسی
جاشوا باوتسی (انگلیسی: Joshua Buatsi؛ زادهٔ ۱۴ مارس ۱۹۹۳) بوکسور اهل بریتانیا است.